# Karang Anyar (Arga Makmur)
Karang Anyar is een bestuurslaag in het regentschap Bengkulu Utara van de provincie Bengkulu, Indonesië. Karang Anyar telt 1643 inwoners (volkstelling 2010).